# Listă de filme sovietice din 1926

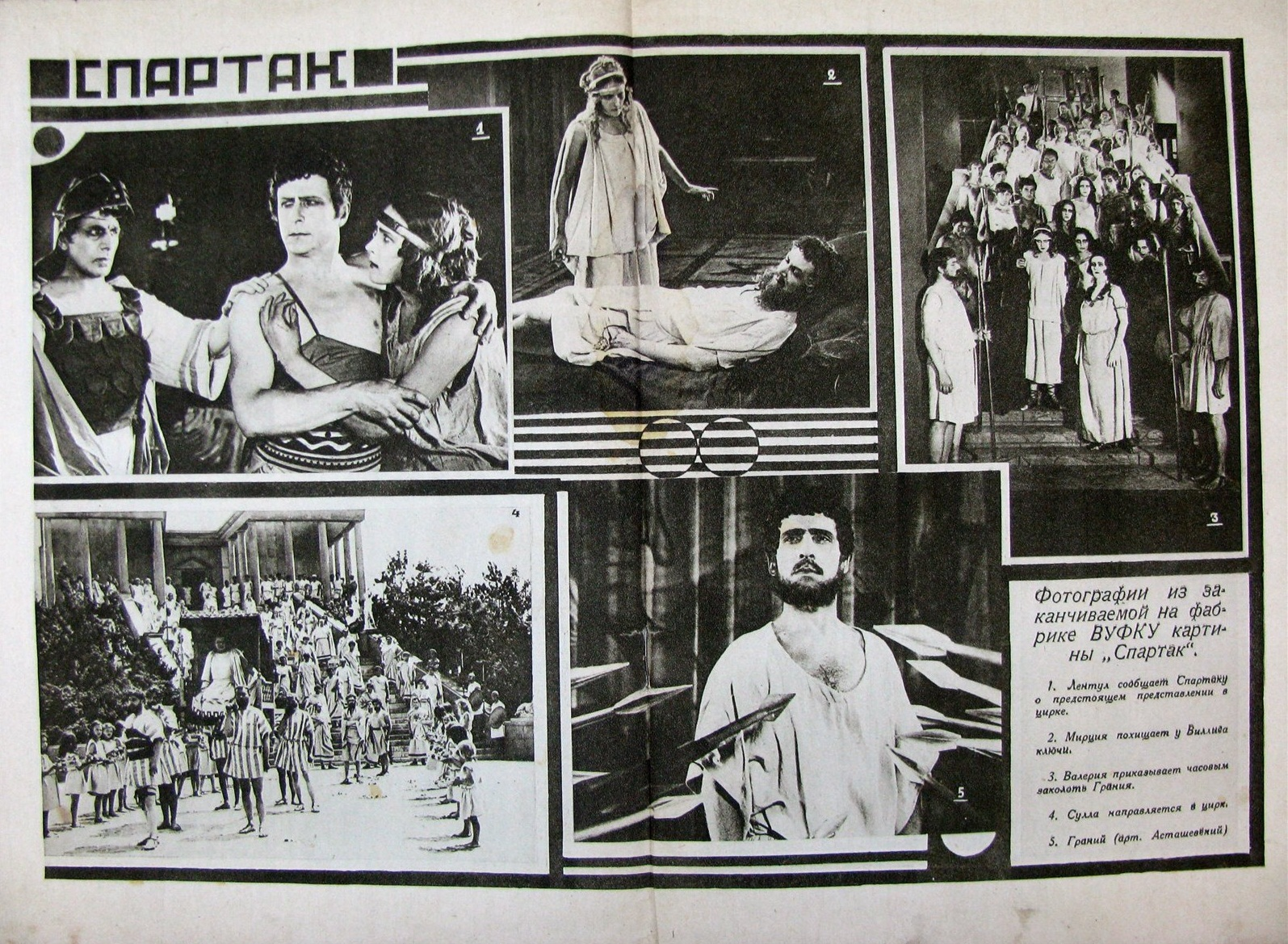
Spartacus (1926)

- Filme sovietice din: 1925 — 1926 — 1927

Aceasta este o listă de filme produse în Uniunea Sovietică în 1926.
| Titlu                              | Titlu original                        | Regizor                                | Distribuție                                                                               | Gen                | Note                 |
| ---------------------------------- | ------------------------------------- | -------------------------------------- | ----------------------------------------------------------------------------------------- | ------------------ | -------------------- |
| 1926                               |                                       |                                        |                                                                                           |                    |                      |
| Ivan cel Groaznic                  | Крылья холопа                         | Leonid Leonidov, Iuri Tarici           | Ivan Kliukvin, Leonid Leonidov, Safiat Askarova, Vladimir Korș-Sablin                     | Istoric, dramatic  |                      |
| Abrek Zaur                         | Абрек Заур                            | Boris Mikhin                           | Vladimir Bestaev, Aleksandre Takaishvili, N. Aganbekova, N. Gantarina, Nikoloz Sanishvili | Dramatic           |                      |
| The Bay of Death                   | Бухта смерти                          | Abram Room                             | Nikolai Saltykov                                                                          | Dramatic           |                      |
| Benya Krik                         | Беня Крик                             | Vladimir Vilner                        | Matvei Lyarov, Yuri Shumsky, Nikolai Nademsky                                             | Dramatic           |                      |
| By the Law                         | По закону                             | Lev Kuleshov                           | Aleksandra Khokhlova, Sergey Komarov, Vladimir Fogel                                      | Dramatic           |                      |
| The Crime of Shirvanskaya          | Преступление княжны Ширванской        | Ivane Perestiani                       | Maria Shirai                                                                              | Aventuro           |                      |
| The Decembrists                    | Декабристы                            | Aleksandr Ivanovsky                    | Vladimir Maksimov                                                                         | Dramatic           |                      |
| The Devil's Wheel                  | Чёртово колесо                        | Grigori Kozintsev, Leonid Trauberg     | Pyotr Sobolevsky, Sergei Gerasimov, Sergei Martinson, Andrei Kostrichkin                  | Crimă              |                      |
| Ilan-dili                          | Иллан Дилли                           | Ivane Perestiani                       | Sofia Jozeffi                                                                             | Aventuri           |                      |
| Kashtanka                          | Каштанка                              | Olga Preobrazhenskaya                  |                                                                                           |                    |                      |
| Katka's Reinette Apples            | Катька бумажный ранет                 | Fridrikh Ermler, Eduard Ioganson       | Veronika Buzhinskaya                                                                      | Dramatic           |                      |
| Love's Berries                     | Ягодка Любви                          | Alexander Dovzhenko                    | Margarita Chardynina-Barska                                                               | Comedie            |                      |
| Mechanics of the Brain             | Механика головного мозга              | Vsevolod Pudovkin                      |                                                                                           | Documentar         |                      |
| Miss Mend                          | Мисс Менд                             | Boris Barnet                           | Igor Ilyinsky                                                                             | Film cu spioni     |                      |
| Mother                             | Мать                                  | Vsevolod Pudovkin                      | Vera Baranovskaya                                                                         | Drama/propaganda   | RSS Ucraineană       |
| Prostitute                         | Проститутка                           | Oleg Frelikh                           | Olga Bonus                                                                                | Dramatic           |                      |
| Tale of the Woods                  | Лесная быль                           | Yuri Tarich                            | Leonid Danilov                                                                            |                    |                      |
| The Neglected Sportsman            | Беспризорный спортсмен                | Nikolai Bogdanov, Nikolai Bravko       | Lev Konstantinovsky, L. Efremova, Vladislav Tarasov                                       | Comedie, scurt     | Parțial film pierdut |
| The Overcoat                       | Шинель                                | Grigori Kozintsev, Leonid Trauberg     | Andrei Kostrichkin, Aleksei Kapler, Boris Shpis, Pyotr Sobolevsky, Yanina Zhejmo          | Dramatic           |                      |
| P.K.P. (Pilsudski Bought Petliura) | «П.К.П.» («Пилсудский купил Петлюру») | Georgi Stabovoi                        | Matvei Lyarov, Yuri Tyutynik, Natalia Uzhviy, Sergei Kalinin                              | Istoric, biografic |                      |
| The Punishment of Shirvanskaya     | Наказание княжны Ширванской           | Ivane Perestiani                       | Maria Shirai                                                                              | Aventuri           |                      |
| Savur-Mohyla                       | Савур-могила                          | Ivane Perestiani                       | Pavel Yesikovsky                                                                          | Aventuri           |                      |
| Shor and Shorshor                  | Шор и Шоршор                          | Hamo Beknazarian                       | Hambartsum Khachanyan, A. Amirbekyan, Nina Manucharyan                                    | Comedie            |                      |
| Spartacus                          | Спартак                               | Muhsin Ertuğrul                        | Nikolai Deinar, Matvei Lyarov, A. Simonov                                                 | Dramatic           |                      |
| A Sixth Part of the World          | Шестая часть мира                     | Dziga Vertov                           |                                                                                           | Documentar         |                      |
| The Song on the Rock               | Песнь на камне                        | Leo Moor                               |                                                                                           | Dramatic, istoric  |                      |
| The Three Million Trial            | Процесс о трех миллионах              | Yakov Protazanov                       | Igor Ilyinsky, Anatoli Ktorov, Mikhail Klimov, Olga Zhiznyeva                             | Comedie            |                      |
| The Trypillia Tragedy              | Трипольская трагедия                  | Alexander Dmitrievich, Anoschenko-Anod | Evgeniya Petrova, Boris Bezgin, Vera Danilevich                                           | Dramatic           |                      |
| Volga rebels                       | Волжские бунтари                      | Paul Petrov-Bytov                      | S. Galich                                                                                 |                    | Film pierdut         |
| The Wind                           | Ветер                                 | Cheslav Sabinsky, Lev Sheffer          | Nikolai Saltykov                                                                          | Dramatic, romantic |                      |